# هاوارد کینگزبری
هاوارد کینگزبری (انگلیسی: Howard Kingsbury; ۱۱ سپتامبر ۱۹۰۴ – ۲۷ اکتبر ۱۹۹۱) قایقران روئینگ اهل ایالات متحده آمریکا بود.